# Percy Jackson e gli dei dell'Olimpo - Il ladro di fulmini
Percy Jackson e gli dei dell'Olimpo - Il ladro di fulmini (Percy Jackson & the Olympians: The Lightning Thief) è un film del 2010 diretto da Chris Columbus.
Il film è un adattamento del romanzo Percy Jackson e gli dei dell'Olimpo: il ladro di fulmini, il primo capitolo della serie letteraria Percy Jackson e gli dei dell'Olimpo scritta da Rick Riordan. Protagonista della pellicola è il giovane attore Logan Lerman (Percy Jackson) accompagnato dai due suoi amici: Alexandra Daddario (Annabeth Chase), e Brandon T. Jackson (Grover Underwood).

## Trama
Percy Jackson è un ragazzo dislessico e iperattivo che vive a New York con sua madre Sally. Lui, tuttavia, non ha mai conosciuto suo padre, Poseidone, dio greco del mare, dei terremoti e dei maremoti, pertanto non sa di essere un semidio. Oltre a ciò, non sa che suo padre ha avuto un colloquio con suo fratello Zeus: questi ha accusato il figlio di Poseidone, ovvero lo stesso Percy, di aver rubato la Folgore Olimpica e, di conseguenza, lo ricatta dicendogli che se non sarà ritrovata entro il solstizio d'estate, scatenerà una guerra sulla Terra. Il migliore amico di Percy, Grover, è un satiro, e ha il compito di sorvegliarlo. 
A scuola intanto si presenta una nuova insegnante, la professoressa Dodds, la quale accompagna la classe ad una gita scolastica in un museo sulla storia greca. In quest'occasione, Percy si rende conto di saper leggere il greco antico, tramite le didascalie illustrate dal professor Brunner, la guida del museo. Al termine della visita, la professoressa Dodds chiede a Percy di parlare privatamente, ma d'un tratto si trasforma in una Furia e gli impone di consegnarle la Folgore Olimpica. Percy, non capendo di cosa stia parlando, viene salvato dall'intervento del professor Brunner e di Grover, che mettono in fuga Dodds. Brunner consegna a Percy una penna speciale (che in realtà è una spada) ed ordina a Grover di portare Percy e la madre lontano dalla città. Durante il cammino, però, l'automobile viene dirottata da un minotauro, che a prima vista uccide Sally. Percy, sconvolto da quanto accaduto, riesce comunque a sconfiggere il mostro, ma durante il combattimento perde i sensi. 
Si risveglia tre giorni dopo nell'infermeria del Campo Mezzosangue, dove vivono tutti i semidei americani. Grover, riprese le sue vere sembianze di satiro, gli spiega che gli dèi della Grecia si sono trasferiti a New York e che con il passare degli anni sono scesi molte volte nel mondo dei mortali, generando figli. Rivela poi che la Furia gli ha chiesto di consegnarle la folgore di Zeus perché è stata rubata, fatto che scatenerebbe un conflitto fra gli dei, in quanto sarebbero costretti a schierarsi tra Poseidone e Zeus. Qui Percy incontra Annabeth, figlia di Atena, la più brava eroina del Campo e si ricongiunge anche con il professor Brunner, scoprendo che in realtà non è un comune professore, ma è il centauro Chirone, l'addestratore di eroi. Stringe inoltre amicizia con Luke, figlio di Ermes, che lo prende nella sua squadra per il gioco della Caccia alla bandiera, in cui ognuna delle due squadre dovrà cercare di appropriarsi della bandiera della squadra avversaria. Percy riesce a raggiungere la bandiera, ma viene sorpreso da Annabeth, con cui ingaggia uno scontro. Percy, dopo un momento di svantaggio, dá prova delle sue capacità semidivine dovute all'acqua (essendo figlio di Poseidone) curandosi le ferite in un ruscello e sconfiggendo Annabeth in duello.
Quella sera, al falò del campo, Ade appare nel fuoco e chiede a Percy di dargli la Folgore in cambio della madre, che era stata presa dal dio prima che il Minotauro potesse ucciderla. Percy, insieme a Grover e Annabeth, fugge dal Campo per raggiungere gli Inferi, ma prima di partire si reca da Luke, che gli regala un paio di scarpe volanti, uno scudo ed una mappa che indica come trovare tre perle che gli permetteranno di tornare nel mondo dei vivi una volta superata l'entrata degli Inferi.
La prima perla viene recuperata in un negozio di statue abitato da Medusa, che Percy sconfigge tagliandole la testa come il suo omonimo, Perseo. La seconda perla viene invece trovata nel Partenone di Nashville, dove i tre vengono attaccati dall'Idra, che Grover riesce a neutralizzare usando la testa di Medusa, che pietrifica. La terza e ultima perla viene recuperata a Las Vegas, nell'hotel casinò Lotus, ma qui Percy e i suoi amici passano cinque giorni senza accorgersene, poiché i fiori di Loto offerti dalle cameriere intorpidiscono i loro sensi, facendogli dimenticare la loro missione. Quando Percy riesce a risvegliarsi, i tre prendono l'ultima perla. 
Recatisi ad Hollywood per entrare negli Inferi, qui Percy spiega ad Ade di non essere lui il ladro di fulmini, sperando che egli gli restituisca ugualmente la madre, ma nello scudo che Luke aveva donato a Percy è nascosta la Folgore. Ade se ne impossessa e sta per scagliare Percy, i suoi amici e sua madre in pasto alle anime, ma sua moglie, Persefone, gliela toglie dalle mani e la usa contro di lui. La dea confessa che li ha aiutati perché con la guerra lei non potrà più uscire dagli Inferi e ha cancellato i ricordi al marito sugli ultimi avvenimenti, ma dice al gruppo che hanno solo tre perle e loro sono quattro. Annabeth, Percy e Sally utilizzano le perle per andare sull'Olimpo, mentre Grover rimane con Persefone. 
Arrivati sull'Empire State Building, dove si trova l'ingresso per l'Olimpo, vengono attaccati da Luke, che rivela di essere il ladro di fulmini: lui voleva consegnare la Folgore ad Ade per scatenare una guerra e rovesciare il regno degli dèi, creandone uno a immagine dei semidei, idea attuabile solo facendosi ottenere la Folgore ad Ade. Percy ingaggia un duello feroce con Luke, da cui esce vittorioso, e corre a consegnare la Folgore a Zeus sull'Olimpo. Dopo averla riconsegnata e spiegato tutto l'accaduto, chiede di poter liberare Grover dagli Inferi, dove è rimasto per la mancanza di una perla. La sua richiesta viene esaudita e Poseidone chiede al fratello Zeus di poter parlare con Percy: nel colloquio il dio dei mari si scusa con Percy per non essere mai stato presente, ma gli promette anche che veglierà sempre su di lui.
Sally torna a casa, abbandonando Gabe, l'ex compagno. Rimasto solo, Gabe apre il frigorifero e vi trova la testa di Medusa, che lo pietrifica.

## Produzione
Nel giugno 2004 la 20th Century Fox ha acquistato i diritti del romanzo di Riordan per farne un film. Nell'aprile 2007 Chris Columbus è stato ingaggiato come regista della pellicola, successivamente è stato scelto il cast.
Le riprese sono iniziate a Vancouver nell'aprile 2009, parte della riprese hanno avuto luogo al Partenone di Nashville, una ricostruzione in scala reale del Partenone di Atene.
Il budget per la realizzazione del film è stato di 95 milioni di dollari.
Dopo un iniziale teaser trailer, il trailer ufficiale è stato distribuito il 19 novembre 2009.

## Distribuzione
Il film è stato distribuito in Italia il 12 marzo 2010; l'uscita in DVD e Blu-Ray è avvenuta il 7 luglio 2010.

## Accoglienza

### Incassi
Il film è stato distribuito in 3356 sale statunitensi il 12 febbraio 2010, incassando 31236067 $ nel primo fine settimana di programmazione e piazzandosi terzo dopo Wolfman. L'incasso complessivo è stato di 226497209 $ in tutto il mondo.

### Critica
Il film ha ricevuto recensioni miste da parte della critica. Sul sito Rotten Tomatoes il film ha una percentuale di gradimento del 49% sulla base di 152 recensioni.

## Sequel
Il seguito del film, tratto dal secondo libro, Percy Jackson e gli dei dell'Olimpo: il mare dei mostri, è stato realizzato con il titolo Percy Jackson e gli dei dell'Olimpo - Il mare dei mostri ed è uscito in Italia il 12 settembre 2013. Le riprese del film sono terminate durante l'estate 2012.